# Roger Sherman
Roger Sherman (født 30. april 1721, død 23. juli 1793) var en tidlig amerikansk advokat og politiker. Han var den første borgmester i New Haven, Connecticut, og var en af Fem-mands Komiteen, som lavede udkastet til De Forenede Staters Uafhængighedserklæring. Han var senere kongresmedlem og senator i den unge republik.

## Tidlige år
Sherman blev født i Newton i Massachusetts. Da han var 3 år gammel flyttede familien til Canton i Massachusetts, en by som ligger 25 km syd for Boston. Shermans fik kun en grundlæggende skolegang og hans tidlige karriere var som skodesigner. Han havde imidlertid let ved at lære og adgang til sin fars gode bogsamling foruden sognepræsten Samuel Dunbar, som havde en uddannelse på Harvard bag sig, og som tog Sherman under sine vinger.
I 1743, efter sin fars død, flyttede han (til fods) med sin moder og søskende til New Milford i Connecticut, hvor han i kompagniskab med sin bror åbnede byens første butik. Han engagerede sig hurtigt i såvel civile som religiøse forhold og blev snart en af byens ledende borgere og ende som byens sekretær. Som følge af sine matematiske evner blev han distriktets landmåler i New Haven County i 1745, og begyndte at levere astronomiske beregninger til almanakker i 1748.

## Juridisk og politisk karriere
Selv om Sherman ikke havde nogen formel juridisk uddannelse, blev Sherman kraftigt opfordret til at læse til juridisk eksamen af en lokal advokat og blev optaget som jurist ved retten i Litchfield i Connecticut i 1754, og blev udpeget til at repræsentere New Milford i Connecticuts parlamentariske forsamling fra 1755 til 1758 og fra 1760 til 1761. I 1766 blev han valgt til overhuset i Connecticuts parlamentariske forsamling, hvor han sad indtil 1785.
Han blev udpeget til fredsdommer i 1762, byretsdommer i 1765 og højesteretsdommer i Connecticut fra 1766 til 1789, hvor han trådte tilbage for at blive medlem af USAs Kongres.
Han blev også udpeget til kasserer for Yale College, og tildelt en honorær Master of Arts. I mange år var han professor i religion og var engageret i langvarige brevvekslinger med nogle af de største teologer i sin tid.
I 1783 blev han og juristen Richard Law udpeget til at lave en grundlæggende revision af de forvirrede og gammeldags statutter for Connecticut, en opgave de løste med stor succes. I 1784 blev han valgt til borgmester i New Haven, en post, om han beklædte indtil sin død. Han er især bemærkelsesværdig ved at være den eneste person, som har underskrevet alle de fire grundlæggende papirer for etableringen af De forenede Stater: The Continental Association (Handelsboykot mod Storbritannien), Uafhængighedserklæringen, Articles of Confederation (den foreløbige forfatning fra 1777) samt USA's forfatning.

### Den kontinentale kongres
I begyndelsen af Uafhængighedskrigen i 1775 blev Sherman udpeget til guvernøren i Connecticuts sikkerhedsråd, og samtidig intendant for tropperne fra Connecticut. Han blev valgt til den kontinentale kongres i 1774 og var meget aktiv under hele krigen, hvorved han blev højt estimeret blandt sine kolleger og gjorde tjeneste i 5 mands udvalget som lavede udkastet til Uafhængighedserklæringen.

### Forfatningskonventet
Ved forfatningskonventet i Philadelphia i 1787 som blev indkaldt for at lave tilføjelser til den foreløbige forfatning foreslog Sherman det, som blev kaldt for det Store kompromis. Efter dette forslag skulle folket repræsenteres forholdsmæssigt i det ene af kongressens kamre – Repræsentanternes Hus – mens hver delstat fik to medlemmer af det andet kammer – Senatet.

## Eftermæle
Sherman døde i 1793 og blev begravet på Grove Street Cemetery i New Haven. Hans grav er centrum for byens festligholdelse af 4. juli.
Byen Sherman i Connecticut er opkaldt efter Roger Sherman.